# 우탁
우탁(禹倬, 1262년 ~ 1342년)은 고려 후기의 문신이다. 본관은 단양, 자는 천장(天章)·탁보(卓甫), 호는 백운(白雲)·단암(丹巖)이다. 단양 우씨 시조 우현(禹玄)의 7대손으로, 남성전서문하시중(南省典書門下侍中)으로 증직된 우천규(禹天珪)의 아들이다.
1278년(충렬왕 4) 향공진사(鄕貢進士)가 되고, 과거에 급제하여 영해사록(寧海司錄)이 되었다. 영해사록(寧海司錄)으로 있을 때 요신(妖神)의 신사를 철폐하였다.
1308년(충선왕 즉위년) 감찰규정(監察糾正)이 되었고, 음력 11월 24일 충선왕이 부왕의 후궁인 숙창원비(淑昌院妃)와 통간(蒸)하자 백의(白衣)차림에 도끼를 들고 거적자리를 짊어진 채 대궐로 들어가 극간을 하였다. 함께 극간한 이조전서 오연경(吳延慶)은 충직항절(忠直抗節)하여 연일로 강배되어 요절(夭折)하였다. 곧 향리로 물러나 학문에 정진했으나 충의를 가상히 여긴 충숙왕과 신하들이 몽골풍습에 대한 여러 번에 걸친 소명으로 다시 벼슬길에 나서서 성균좨주(成均祭酒)로 치사하였다.
벼슬에서 물러난 뒤에는 예안(禮安)에 은거하면서 후진 교육에 전념하였다. 원나라를 통해 정주의 역전(易傳)을 연구하여 후진을 가르쳤다.
경사(經史)에 통달했고, 역학(易學)에 더욱 조예가 깊어 복서(卜筮)가 맞지 않음이 없을 정도로 뛰어난 역학자였다.
충청북도 단양군에 있는 명승지로 단양 팔경의 하나인 사인암(舍人巖)은 그가 고려 말기에 사인 벼슬로 있을 때 그곳에 휴양을 가서 이름이 붙여졌다.
1570년(선조 3) 이황(李滉)의 발의로 예안에 역동서원(易東書院)이 창건되었다.

## 같이 보기
- 성리학
- 우현보
- 우천석
- 우중대
- 사인함

## 관련 문화재
- 역동유허비 - 경상북도 유형문화재 제30호